# Zhang Chutong
Zhang Chutong (chiń. 韩雨桐; ur. 17 lutego 2003) – chińska łyżwiarka szybka specjalizująca się w short tracku, brązowa medalistka olimpijska z Pekinu 2022.
Mieszka w Pekinie.

## Wyniki

### Igrzyska olimpijskie
| Rok  | Gospodarz | 1000 m | 1500 m | sztafeta kobiet |
| ---- | --------- | ------ | ------ | --------------- |
| 2022 | Pekin     | 15     | 20     | 03 !            |